# Голяма джамия (Алжир)
Голямата джамия на гр. Алжир (на арабски: الجامع الكبير) е джамия в едноименната столица на Алжир. Издига се над северния край на Алжирския залив.
Надпис на минбара в джамията сочи, че тя е изградена през 1097 г. Счита се, че е построена при управлението (1106 - 1143) на султан Али бен Юсеф от династията на Алморавидите. В негова чест е наречено минаре, издигнато през 1324 г. Край външната стена е пристроена галерия през 1840 г.